# John Christen Johansen
John Christen Johansen (* 25. November 1876 in Kopenhagen, Dänemark; † 23. Mai 1964 in New Canaan, Connecticut, USA) war ein dänisch-amerikanischer Maler.

## Leben
John Christen Johansen wurde in Kopenhagen geboren und emigrierte als Kind mit seiner Familie in die USA. Er studierte in Cincinnati bei Frank Duveneck und später am Art Institute of Chicago, wo er von 1901 bis 1911 unterrichtete. Während seiner Zeit am Art Institute lernte er die bekannte Porträtmalerin M. Jean McLane (1878–1964) kennen, die er später heiratete. Bevor sich Johansen hauptsächlich der Porträtmalerei widmete, malte er auch Landschaften. 1915 wurde er in die National Academy of Design aufgenommen.
Nach seinem Umzug von Chicago nach Paris im Jahr 1919 studierte John Christen Johansen an der Académie Julian, wo er akademische Techniken erlernte und mit den Ideen des Modernismus in Berührung kam. Er schloss Freundschaften mit Künstlern wie James Abbott McNeill Whistler und John Singer Sargent. Am Ende des Ersten Weltkriegs wurde John Christen Johansen von der US-Regierung beauftragt, die Unterzeichnung des Versailler Vertrags zu dokumentieren; dieses Werk hängt heute in der National Portrait Gallery der Smithsonian Institution. Weitere bedeutende Porträts sind das Porträt von Herbert Hoover, das offizielle Porträt des US-Justizministeriums von Generalstaatsanwalt Robert H. Jackson und das offizielle Porträt von Gouverneur Percival Clement im Vermont State House. Seine Werke befinden sich in den Sammlungen des Dallas Museum of Art, der National Gallery, der Pennsylvania Academy of the Fine Arts, des Metropolitan Museum of Art, der National Academy of Design, des Art Institute of Chicago und des Richmond Art Museum.

## Werk
Johansen war vor allem als Porträtmaler bekannt. In seinen Bildern verband er akademische Präzision mit impressionistischen Elementen. Seine Porträts zeichnen sich durch eine subtile Lichtführung, eine reichhaltige Farbpalette und eine präzise Beobachtungsgabe aus. Neben offiziellen Porträts schuf Johansen auch Genrebilder und figurative Kompositionen. Er interessierte sich für die Darstellung von Gruppenporträts in historischen Zusammenhängen und widmete sich in den 1920er- und 1930er-Jahren verstärkt der amerikanischen Geschichte. Dabei verband er malerisches Können mit historischer Recherche.

## Auszeichnungen
- Young Fortnightly Preis, Chicago (1903)
- Lobende Erwähnung, Arts Club of Chicago (1903)
- Ehrenmedaille, Chicago Society of Artists (1904)
- Bronzemedaille, Louisiana Purchase Exposition, St. Louis (1904)
- Goldmedaille, Grand Prix Exposition, Buenos Aires (1910)